# I'm Not in Love
I'm Not in Love är en popballad av den brittiska musikgruppen 10cc. Den skrevs av bandmedlemmarna Eric Stewart och Graham Gouldman. Den utgavs som andra singel från studioalbumet The Original Soundtrack i maj 1975. Låten kom att bli deras andra singeletta i Storbritannien och en av gruppens mest kända kompositioner.
Låten kännetecknas av sin produktion där gruppens röster genom "multitracking", alltså inspelade flera gånger om och sedan ihopmixade, utgör en stor de av ljudbilden. Totalt gjordes 256 överdubbningar. Låten innehåller även instrument, men dessa är mer i bakgrunden. Vid tiden för inspelningen var gruppen på väg att lämna sitt gamla bolag UK Records, och när anställda på Mercury Records, som var intresserad av gruppen fick höra låten utbrast de enligt Eric Stewart: "-Detta är ett mästerverk, hur mycket pengar, vad vill ni ha? Vilket kontrakt vill ni ha? Vi gör allt" Eftersom låten var så lång vågade gruppen ändå inte ge ut den som singel först, men uppmanades senare till det. Bland annat genom ett telegram från Roy Wood.

## Listplaceringar
| Lista (1975-1976) | Position                       |
| ----------------- | ------------------------------ |
| Danmark           | 10 (DR "Tipparaden")           |
| Frankrike         | 2                              |
| Irland            | 1                              |
| Kanada            | 1 (RPM)                        |
| Nederländerna     | 5                              |
| Norge             | 6 (VG-lista)                   |
| Nya Zeeland       | 4                              |
| Schweiz           | 8                              |
| Spanien           | 25                             |
| Storbritannien    | 1 (UK Singles Chart)           |
| Sverige           | "Veckans Smash Hit" i Poporama |
| USA               | 2 (Billboard Hot 100)          |
| Västtyskland      | 8                              |